# 1-Chloro-2-propanol
Le 1-chloro-2-propanol est un composé organique de la famille des chlorohydrines, de formule CH3–CHOH–CH2Cl.

## Propriétés
Le 1-chloro-2-propanol est un alcool secondaire de chloroalcane, se présentant sous la forme d'un liquide combustible incolore faiblement volatil et peu odorant, miscible avec l'eau.

Les énantiomère R et S du-1-chloro-2-propanol.

C'est un composé chiral, contenant un centre stéréogène et possédant donc deux stéréoisomères : les énantiomères (R) et (S). Le racémique  est appelé (RS)-1-chloro-2-propanol.

## Synthèse
Le 1-chloro-2-propanol peut être obtenu par réaction entre le chlorure d'allyle CH2=CH–CH2Cl et l'eau H2O sous catalyse acide, ou par chlorhydration du propène CH2=CH–CH3, dans les deux cas avec formation concomitante de l'isomère 2-chloro-1-propanol CH3–CHCl–CH2OH

## Utilisation
Le 1-chloro-2-propanol est utilisé industriellement comme intermédiaire dans la production de composés chimiques tels que l'oxyde de propylène CH3C2H3O (directement par déshydrohalogénation) et l'acide β-hydroxybutyrique H3C–CHOH–CH2–COOH.